# Plotkin-Grenze
In der Kanalcodierung verwendet man Blockcodes, um Fehler in Datenströmen erkennen und korrigieren zu können. Ein Blockcode {\displaystyle C} der Länge {\displaystyle n} über einem {\displaystyle q}-nären Alphabet mit einem Minimalabstand {\displaystyle d} erfüllt die Plotkin-Grenze, auch als Plotkin-Schranke bezeichnet,
{\displaystyle |C|\leq {\frac {d}{d-({\frac {q-1}{q}})\cdot n}}}
dann, wenn der Nenner positiv ist. Somit liefert die Plotkin-Grenze nur dann ein Resultat, wenn {\displaystyle d} hinreichend nahe bei {\displaystyle n} liegt.
Nimmt ein Code {\displaystyle C} die Plotkin-Schranke an, so gilt insbesondere, dass der Abstand zweier beliebiger Codewörter genau {\displaystyle d} ist.
Ist {\displaystyle q\geq 3} und {\displaystyle |C|=a\cdot q+b} mit {\displaystyle b<q}, so gilt sogar die schärfere Beziehung:
{\displaystyle d{|C| \choose 2}\leq n\left({|C| \choose 2}-b{a+1 \choose 2}-(q-b){a \choose 2}\right)}
Beispielsweise liefert die Plotkin-Grenze für {\displaystyle q=3}, {\displaystyle n=9} und {\displaystyle d=7} nur {\displaystyle |C|\leq 7}, die Verschärfung jedoch {\displaystyle |C|\leq 6}, da sich für {\displaystyle a=2} und {\displaystyle b=1} ein Widerspruch ergibt.
Sie wurde 1960 von Morris Plotkin veröffentlicht.